# Tupiperla
Tupiperla is een geslacht van steenvliegen uit de familie Gripopterygidae. De wetenschappelijke naam van het geslacht is voor het eerst geldig gepubliceerd in 1969 door Froehlich.

## Soorten
Tupiperla omvat de volgende soorten:
- Tupiperla eleonorae (Froehlich, 1994)
- Tupiperla flinti Froehlich, 2002
- Tupiperla gracilis (Burmeister, 1839)
- Tupiperla illiesi Froehlich, 1998
- Tupiperla jumirim Bispo & Froehlich, 2007
- Tupiperla misionera Froehlich, 2002
- Tupiperla modesta Froehlich, 1998
- Tupiperla oliveirai Froehlich, 1998
- Tupiperla reichardti Froehlich, 1998
- Tupiperla robusta Froehlich, 1998
- Tupiperla sulina Froehlich, 1998
- Tupiperla tessellata (Brauer, 1868)
- Tupiperla umbya Froehlich, 1998